# Ranunculion fluitantis

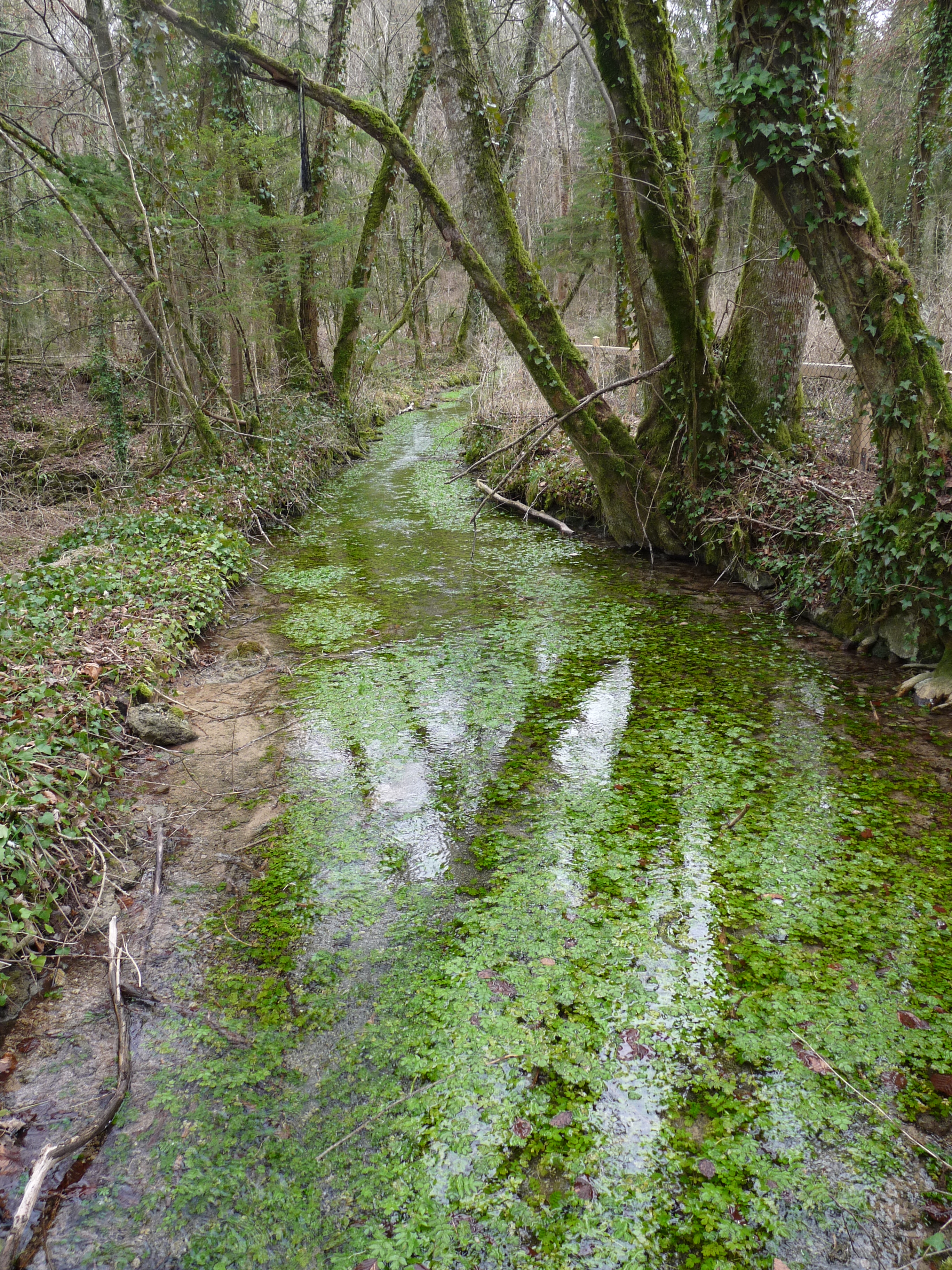
Rzeka włosienicznikowa. Zbiorowisko zdominowane przez podwodną formę potocznika wąskolistnego, strumień w dorzeczu Marny

Ranunculion fluitantis – syntakson w randze związku zespołów roślinnych budowanych przez zakorzenione makrofity występujące w wodach płynących. Należy do klasy zespołów Potametea.

## Charakterystyka
Związek obejmuje zbiorowiska roślinne hydrofitów występujące w wodach płynących. Zwykle są to wody płynące szybko, choć zdarza się, że zbiorowiska tego związku występują w ciekach płynących wolniej, np. w strefie przyujściowej. Rośliny budujące te zbiorowiska to głównie zakorzenione rośliny zanurzone (elodeidy), w tym w dużej mierze także podwodne formy roślin zwykle występujących jako wynurzone, czyli szuwarowe (np. przetacznika bobownika Veronica anagallis-aquatica f. submersa) lub nymfeidów (np. strzałki wodnej Sagittaria sagittifolia f. vallisneriifolia). Do związku tego nie są zaliczane zbiorowiska zajmujące podobne siedlisko, ale występujące też powszechnie w wodach stojących, np. zbiorowiska niektórych rdestnic. Rośliny te często mają wstęgowate liście.
Występowanie
Syntakson charakterystyczny dla strefy atlantyckiej. W Polsce występuje głównie w części zachodniej i północnej, podczas gdy w części centralnej i południowo-wschodniej (jak również w Krainie Bałtyckiej) na rozproszonych sranowiskach.
Charakterystyczna kombinacja gatunków
ChAll. : jaskier (włosienicznik) wodny Batrachium aquatile ssp. pseudofluitans, jaskier (włosienicznik) rzeczny Batrachium fluitans, jaskier (włosienicznik) skąpopręcikowy Batrachium trichophyllum s.str., łączeń baldaszkowy (forma zanurzona) Butomus umbellatus f. submersa, grążel żółty (forma zanurzona) Nuphar lutea  f. submersa, rdestniczka gęsta Groenlandia densa, rdestnica zmiennolistna Potamogeton ×fluitans, jeżogłówka pojedyncza Sparganium emersum f. submersa.
ChCl., ChO. : jaskier (włosienicznik) krążkolistny Ranunculus circinatus, rogatek sztywny Ceratophyllum demersum, rogatek krótkoszyjkowy C. submersum, moczarka kanadyjska Elodea canadensis, wywłócznik kłosowy Myriophyllum spicatum, wywłócznik okółkowy M. verticillatum, rdestnica ściśniona Potamogeton compressus, rdestnica kędzierzawa Potamogeton crispus, rdestnica połyskująca P. lucens, rdestnica ściśniona P. compressus, pływacz zwyczajny Utricularia vulgaris.
Podkategorie syntaksonomiczne
W obrębie syntaksonu wyróżniane są następujące zespoły występujące w Polsce:
- Ranunculetum fluitantis (zespół włosienicznika rzecznego)
- Ranunculo-Callitrichetum hamulatae (zespół rzęśli hakowatej i włosieniczników)
- Ranunculo-Sietum erecto-submersi  (zespół podwodnej formy potocznika i włosieniczników)

## Zagrożenia i ochrona
Zbiorowiska związku Ranunculion fluitantis (jak również zbliżonego do niego, niewyróżnianego w polskich systemach związku Callitricho-Batrachion) są wskaźnikami siedliska przyrodniczego nr 3260 (Nizinne i podgórskie rzeki ze zbiorowiskami włosieniczników), czyli rzek włosienicznikowych. W związku z tym podlegają ochronie w systemie Natura 2000.